# Air Kyrgyzstan
Air Kyrgyzstan (früher Altyn Air bzw. Russian-Kyrgyzstan International) war eine kirgisische Fluggesellschaft mit Sitz in Bischkek und Basis auf dem Flughafen Manas.

## Geschichte

Ehemaliges Logo der Air Kyrgyzstan

Air Kyrgyzstan wurde 1999 von Aeroflot als Russian-Kyrgyzstan International in die Unabhängigkeit entlassen. Erst 2001 wurde sie in Altyn Air umbenannt und nahm im gleichen Jahr den Flugbetrieb auf. Am 28. August 2006 wurde die Fluggesellschaft in Air Kyrgyzstan umbenannt. Aufgrund schwerer Sicherheitsmängel ist Air Kyrgyzstan so wie alle anderen kirgisischen Fluggesellschaften in die Liste der Betriebsuntersagungen für den Luftraum der Europäischen Union aufgenommen worden, so dass für alle Maschinen ein Landeverbot in der Europäischen Union besteht.
Nach einem Vogelschlag ist das einzig aktive Flugzeug von Air Kyrgyzstan flugunfähig. Die staatliche kirgisische Fluggesellschaft hat darum den Betrieb am 10. Dezember 2017 eingestellt. Die Wiederaufnahme des Flugbetriebs ist (Stand März 2019) geplant.
Ch-aviation meldete am 28. Dezember 2020 „Air Kyrgyzstan declared bankrupt; creditors meeting called“.

## Flugziele
Air Kyrgyzstan flog national die größten Städte an. Des Weiteren werden international Ziele in Zentralasien und in den Vereinigten Arabischen Emiraten bedient. In Deutschland wurden Frankfurt und Hannover angeflogen, mussten jedoch wegen des Einflugverbots der EU auf unbestimmte Zeit abgesagt werden.

## Flotte
Mit Stand März 2020 bestand die Flotte der Air Kyrgyzstan aus einem Flugzeug mit einem Alter von 28,3 Jahren:
| Flugzeugtyp    | Anzahl | bestellt | Anmerkungen               |
| -------------- | ------ | -------- | ------------------------- |
| Boeing 737-500 | 1      |          | mit Winglets ausgestattet |
| Xi’an MA60     |        | 3        |                           |
| Gesamt         | 1      | 3        |                           |

## Zwischenfälle

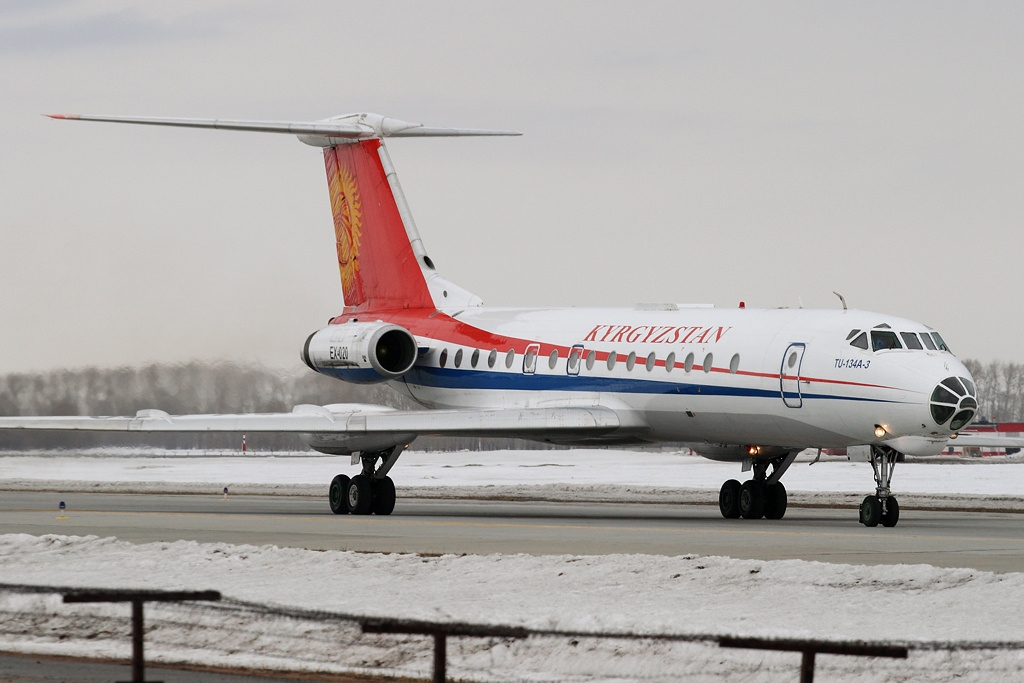
Die im Zwischenfall involvierte Tupolew Tu-134 der Air Kyrgyzstan am Flughafen Nowosibirsk-Tolmatschowo

- Am 28. Dezember 2011 kam eine Tupolew Tu-134A-3 mit dem Luftfahrzeugkennzeichen EX-020 nach der Landung in Osch von der Landebahn ab und überschlug sich. Von den 79 Insassen wurden 31 verletzt; das Flugzeug wurde zerstört.[9]